# Zuleima Araméndiz
Zuleima Araméndiz Mejía (née le 23 septembre 1975 à Valledupar) est une athlète colombienne spécialiste du lancer du javelot.

## Biographie

### Palmarès
| Date | Compétition                              | Lieu          | Résultat | Performance |
| ---- | ---------------------------------------- | ------------- | -------- | ----------- |
| 1997 | Championnats d'Amérique du Sud           | Mar del Plata | 1re      | 56,66 m     |
| 1999 | Championnats d'Amérique du Sud           | Bogota        | 3e       | 55,77 m     |
| 2002 | Jeux d'Amérique centrale et des Caraïbes | San Salvador  | 1re      | 56,63 m     |
| 2004 | Championnats ibéro-américains            | Huelva        | 3e       | 56,47 m     |
| 2005 | Championnats d'Amérique du Sud           | Cali          | 2e       | 54,81 m     |
| 2006 | Championnats d'Amérique du Sud           | Tunja         | 2e       | 55,60 m     |
| 2007 | Championnats d'Amérique du Sud           | São Paulo     | 2e       | 57,55 m     |
| 2008 | Championnats ibéro-américains            | Iquique       | 3e       | 53,11 m     |

### Records
| Épreuve           | Performance | Lieu           | Date                      |
| ----------------- | ----------- | -------------- | ------------------------- |
| Lancer du javelot | 59,94 m     | Bogota Athènes | 12 juin 2004 25 août 2004 |